# 左三川郁子
左三川 郁子（さみかわ いくこ、1967年 - ）は、日本のエコノミスト、経済学者。専門は金融論、金融政策。日本経済研究センター研究本部金融研究室長兼首席研究員。

## 経歴
1985年福岡県立修猷館高等学校を経て、1990年ロンドン大学SOAS法学部卒業（LLB取得）。2004年一橋大学大学院経済学研究科修士課程修了。2010年慶應義塾大学大学院商学研究科博士課程単位取得退学。
1990年日本経済新聞社入社。編集局金融部記者、経済部記者を経て、1997年日本経済研究センターに出向し、経済分析部研究員。2003年同研究開発部兼グローバル経済研究部副主任研究員。2007年日本経済新聞社国際本部長付に復帰し、在英国日本国大使館専門調査員。2009年日本経済新聞国際事業本部対外情報発信室次長兼同編集局電子新聞編集本部映像報道部。
2013年日本経済研究センター主任研究員兼日本経済新聞社グローバル事業局中文事業部、2016年日本経済研究センター研究本部予測分析部主任研究員兼金融研究室長、2017年同研究本部金融研究室長兼主任研究員を経て、2024年同研究本部金融研究室長兼首席研究員。
2017年度より2018年度まで慶應義塾大学経済学部特別招聘教授、2019年度より2020年度まで一橋大学経済研究所准教授を務めた他、学習院大学経済学部、上智大学経済学部で非常勤講師を務めた。2019年より金融庁金融機能強化審査会委員、2023年より財務省関税・外国為替等審議会臨時委員、2023年より財務省国の債務管理に関する研究会メンバー。
BSジャパン（現・BSテレビ東京）放送の日本経済新聞社の国際テレビ放送「Nikkei Japan Report」のコメンテーターも務めた。

## 共著
- 『マイナス金利政策 3次元金融緩和の効果と限界』（岩田一政共著、日本経済新聞出版社、2016年）
- 『金融正常化へのジレンマ』（岩田一政共著、日本経済新聞出版社、2018年）